# Burg Tannenfels (Pfalz)
Die Burg Tannenfels ist die Ruine einer Höhenburg vom Typus einer Turmhügelburg (Motte) auf 460 m ü. NN oberhalb der Ortsgemeinde Dannenfels am Donnersberg im Donnersbergkreis in Rheinland-Pfalz.

## Geschichte
Der Besitz gehörte mit der Herrschaft Kirchheim den Herren von Bolanden. Ende des 13. Jahrhunderts gelangte der größte Teil des Gebietes als Erbschaft an die Grafen von Sponheim. Sie gründeten unter dem Namen Sponheim-Bolanden-Dannenfels eine hier residierende Familienlinie.
Die Burg ist erstmals 1330 urkundlich erwähnt, als Graf Philipp von Sponheim-Bolanden-Dannenfels und seine Frau Lisa von Katzenelnbogen eine Kapelle in der Burg stifteten. Burgmann Bechtholf von Beckingen wurde 1364 auf der Burg eingesetzt. Um 1368 verlegte Heinrich II. von Sponheim-Bolanden seinen Sitz ins nahe Kirchheimbolanden. Nach seinem Tod (1393) fiel die Burg über seine Enkelin an die Grafen von Nassau-Saarbrücken, später 1431 gelangte ein Teil davon an die Pfalzgrafen.
Im Bauernkrieg 1525 wurde die Burg von aufständischen Bauern vollständig zerstört und später abgetragen. Die Ruine blieb bis 1797 im Besitz des Hauses Nassau-Saarbrücken. 
Von der ehemaligen Burganlage auf einem künstlich angelegten Wall- und Hügelsystem sind nur noch geringe Reste eines Turmes, einer Stützmauer und eines Brunnens vorhanden.

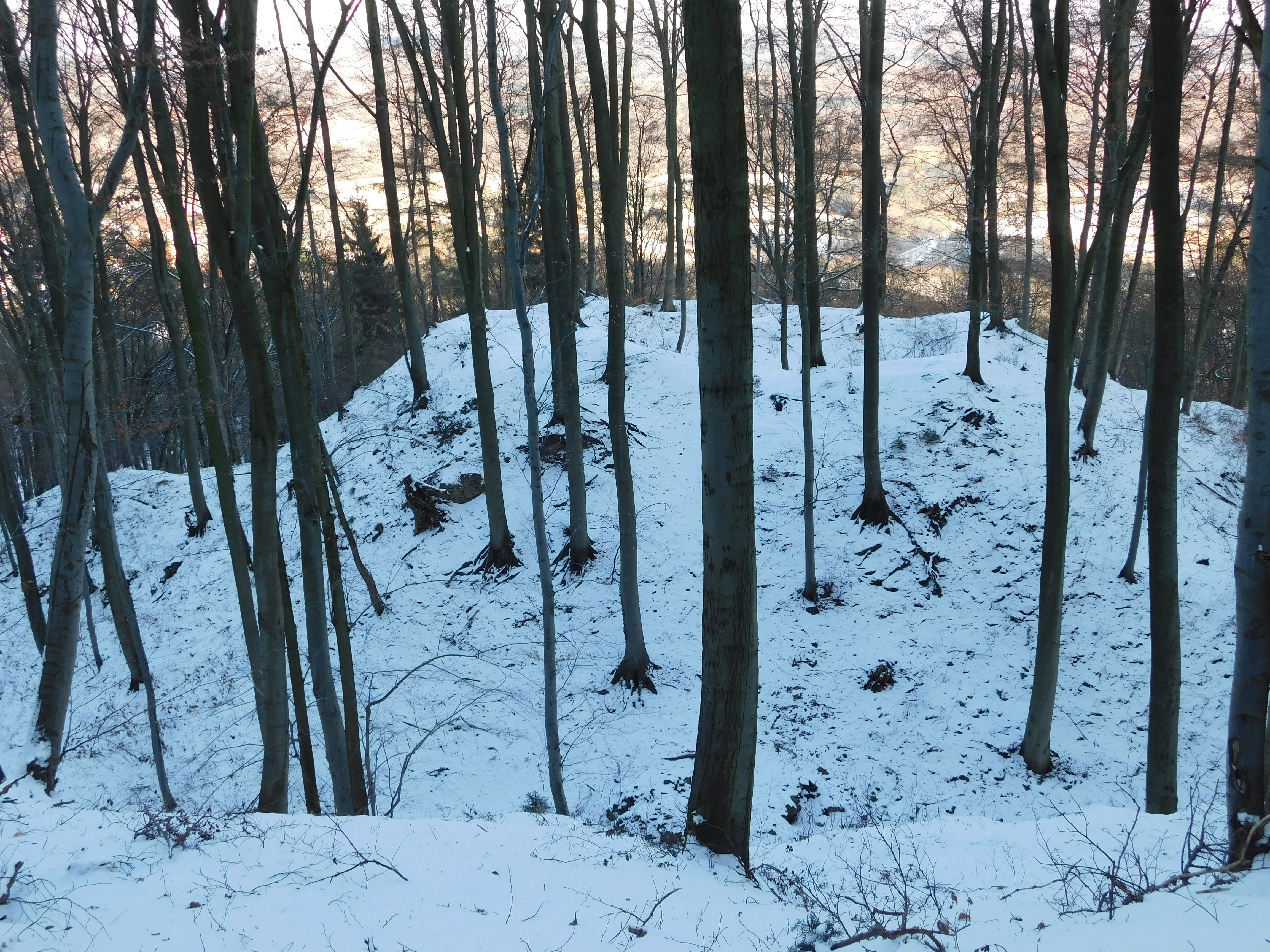
Der Burghügel
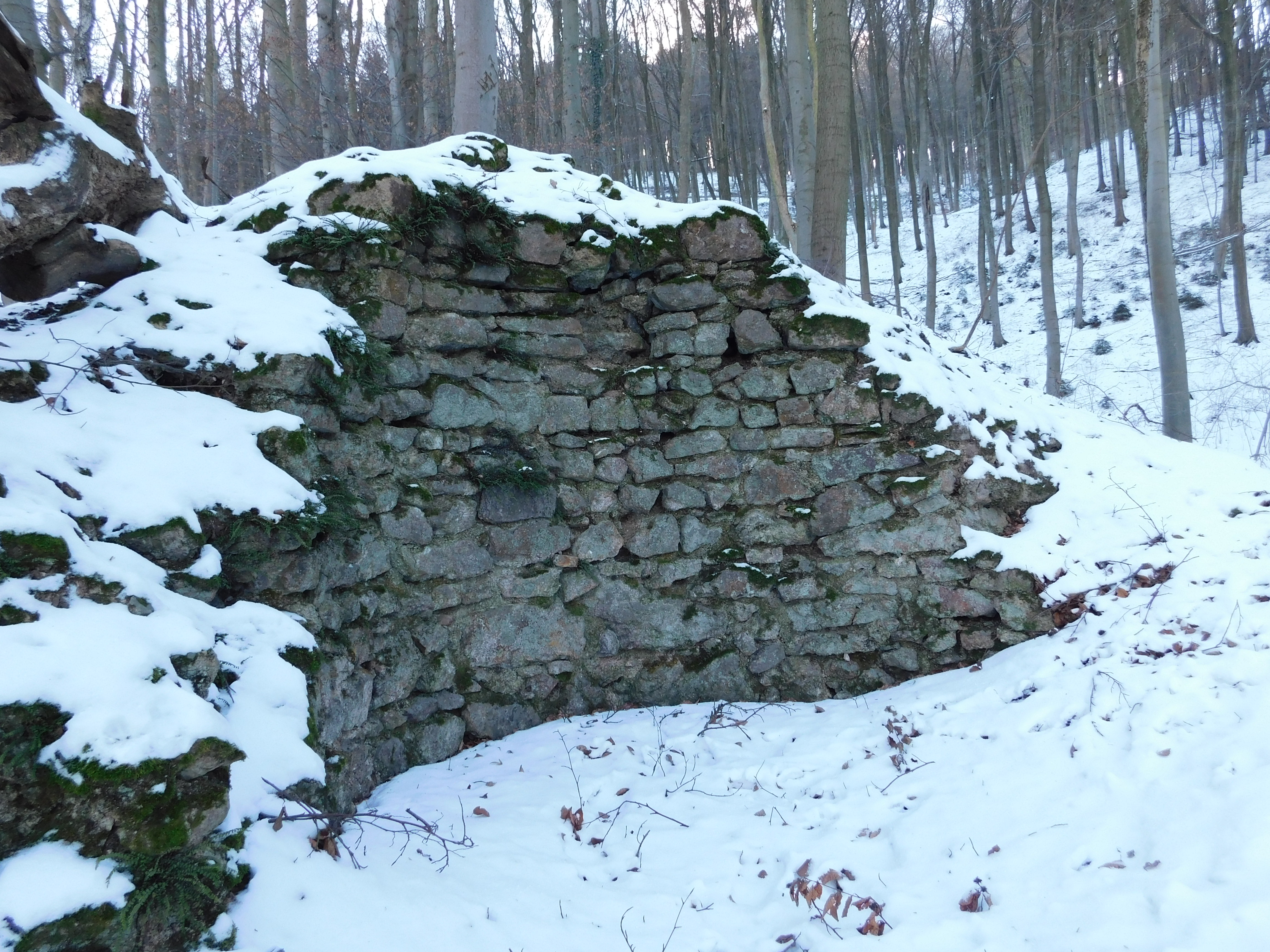
Mauerreste

## Burgkapelle
Für die vorerwähnte, St. Maria geweihte Burgkapelle, bestätigte Erzbischof Gerlach von Mainz, am 20. Dezember 1354, ein durch Philipp von Sponheim-Bolanden gestiftetes Benefizium. Mit Urkunde vom 4. Januar 1449 übertrug der Mainzer Generalvikar Siegfried Piscator dem nahen Jakobskloster die Seelsorge in dieser Kapelle. Scheinbar diente sie auch als Gotteshaus für das Dorf Dannenfels. In einer Beschreibung der Herrschaft Kirchheim von 1657 ist festgehalten, dass in Dannenfels ein protestantischer Pfarrer lebe, der aber im Pfarrhaus predigen müsse, da es im Ort  keine Kirche gebe. Weiter heißt es: „Ist hiebevor eine Kirche daselbst gewesen, hat oben am Schloss gestanden, aber vor vielen Jahren ruiniert.“